# Rosalba Magallón Camacho
Rosalba Magallón Camacho (Tijuana, Baja California, 10 de febrero de 1955) es una política mexicana, miembro del Partido Acción Nacional (PAN). Fue diputada federal de 1976 a 1979.

## Biografía
Es hija de Salvador Rosas Magallón, líder histórico del PAN en Baja California, y de Rosalba Camacho; es cónyuge de Alejandro González Alcocer, quien fue gobernador de Baja California de 1998 a 2011. Es licenciada en Derecho.
Miembro del PAN desde 1974. En las elecciones federales de 1976 fue candidata del PAN a diputada federal por el Distrito 2 de Baja California, pero no logró la victoria al recibir 25 002 votos, frente a 77 983 del candidato del Partido Revolucionario Institucional (PRI) Alfonso Ballesteros Pelayo. Pero resultó elegida por el principio de diputada de partido a la L Legislatura de 1976 a 1979.
En 1998 fue esposo Alejandro González Alcocer fue elegido gobernador sustituto de Baja California, tras el fallecimiento del gobernador constitucional Héctor Terán Terán; ejerció el cargo de ese año a 2001, durante el cual ella ejerció la presidencia del Sistema DIF en Baja California.